# Sawynci (przystanek kolejowy)
Sawynci (ukr. Савинці) – przystanek kolejowy w rejonie chmielnickim, w obwodzie chmielnickim, na Ukrainie. Położony jest na linii Chmielnicki – Kamieniec Podolski – Kelmieńce, w oddaleniu od skupisk ludzkich. Najbliższą miejscowością są położone ok. 2 km od przystanku Sawynci.
W okresie międzywojennym w tym miejscu istniała mijanka Łożkowce.